# Екатериновка (Кирсановский район)
Екатериновка — деревня в Кирсановском районе Тамбовской области России. Входит в состав Ленинского сельсовета.

## География
Деревня находится в восточной части Тамбовской области, в лесостепной зоне, в пределах Окско-Донской равнины, к западу от реки Вороны, на расстоянии примерно 11 километров (по прямой) к северу от города Кирсанова, административного центра района. Абсолютная высота — 172 метра над уровнем моря.
Часовой пояс
Деревня Екатериновка, как и вся Тамбовская область, находится в часовой зоне МСК (московское время). Смещение применяемого времени относительно UTC составляет +3:00.

## История
По данным 1926 года имелось 138 хозяйств и проживало 722 человека (356 мужчин и 366 женщин). В административном отношении деревня входила в состав Пригородной волости Кирсановского уезда Тамбовской губернии.

## Население
| 2010 |
| ---- |
| 58   |

Половой состав
По данным Всероссийской переписи населения 2010 года в гендерной структуре населения мужчины составляли 50 %, женщины — соответственно также 50 %.
Национальный состав
Согласно результатам переписи 2002 года, в национальной структуре населения русские составляли 94 % из 82 чел.